# Краснолуцька волость
Краснолуцька волость — адміністративно-територіальна одиниця Гадяцького повіту Полтавської губернії з центром у селі Красна Лука.
Старшинами волості були:
- 1900 року[1] козак Ігнат Федрович Самойленко;
- 1904 року[2] козак Анікдін Микотович Голоборщий;
- 1913—1915 роках[3]  козак Олександр Миколайович Коваленко.